# Едуард Луї Труссар
Едуард Луї Труссар (фр. Édouard Louis Trouessart, 1842–1927) — французький зоолог, професор Національного музею історії природи. Він був спеціалістом з теріології, його ключові праці були присвячені систематиці ссавців. Також він описав низку таксонів ссавців, більшість з яких є актуальними до наших днів.

## Біографія
Народився в Анже. Вивчав військову медицину в Страсбурзі, але мусив залишити навчання через серйозні проблеми зі здоров'ям. У 1864 році він почав працювати як preparateur de physique на факультеті Пуатьє, і в цьому процесі присвятив свій час і енергію природничій історії. Він також відновив навчання медицини, здобувши ступінь доктора медицини в 1870 році. Під час франко-прусської війни він служив у французькій армії. Пізніше він працював у лікарні у Вільвеку.
З 1882 по 1884 рік він був директором Музею Анже, а тим часом викладав уроки природничої історії в середній школі в Анже. У 1885 році він переїхав до Парижа, де працював з Альфонсом Мілном-Едвардсом (1835–1900). Після смерті Еміля Устале (1844–1905) він очолив кафедру зоології (ссавців і птахів), і обіймав цю посаду до 1926 року.

## Праці
- Les microbes, les ferments et les moisissures. Avec 107 figures dans le texte (1886); later translated into English as "Microbes, ferments and moulds. With one hundred and seven illustrations". (New York : D. Appleton and co., 1886).
- Au bord de la mer: géologie, faune et flore des côtes de France de Dunkerque à Biarritz (1893) - The seaside: geology, fauna and flora on the coasts of France at Dunkerque and Biarritz.
- "Catalogus mammalium tam quam viventium fossilium" (1899).
- Faune des Mammifères d’Europe (1910) – Mammalian fauna of Europe.
- La distribution géographique des animaux (1922) - Geographical distribution of animals.

## Абревіатура (зоологія)
Абревіатура Trouessart використовується для позначення Едуарда Луї Труссара як автора наукових назв у зоології.